# Strada Statale 318 di Valfabbrica
Die Strada Statale 318 di Valfabbrica ist eine italienische Staatsstraße in der Region Umbrien. Die Straße ist schrittweise autobahnähnlich ausgebaut worden und stellt zusammen mit der SS 76 eine Verbindung zwischen den Großstädten Perugia und Ancona her.

## Geschichte
Die Straße wurde 1962 zur Staatsstraße erklärt, mit dem folgenden Verlauf: „Einmündung in die SS 3 in Gualdo Tadino - Valfabbrica - Pianella - Einmündung in die SS 3 bis in Pontevalleceppi.“